# 3122 Florence
3122 Florence é um asteroide do grupo Amor, classificado como um objeto próximo à Terra e potencialmente perigoso, tem aproximadamente 5 quilômetros de diâmetro. Foi descoberto em 2 de março de 1981 pelo astrônomo estadunidense Schelte Bus no Observatório de Siding Spring.
Florence orbita o Sol a uma distância de 1.0–2.5 UA uma vez a cada 2 anos e 4 meses (859 dias). Sua órbita tem um excentricidade de 0.42 e uma inclinação de 22° em relação à eclíptica.
Florence é classificado como um objeto potencialmente perigoso (PHO), devido à sua magnitude absoluta de (H ≤ 22) e sua distância mínima de interseção orbital é de (MOID ≤ 0.05 AU).
A citação do nome foi publicada em 6 de abril de 1993 (M.P.C. 21955).

## Aproximação máxima em 2017
No dia 1 de setembro de 2017 Florence passou a uma distância de 0,04723 unidade astronômicas (7 066 000 km; 4 390 000 mi) da Terra, aproximadamente dezoito vezes a distância média da Lua. Visto da Terra, brilhando com uma magnitude aparente de 8,5, e visível em pequenos telescópios por várias noites à medida que se moveu através das constelações Piscis Austrinus, Capricornus, Aquarius e Delphinus. Esta é a aproximação mais próxima do asteróide desde 1890 e a mais próxima até depois de 2500. A sua aproximação mais recente foi em 29 de agosto de 1930, a uma distância de 0,05239 UA e a próxima será em 2 de setembro de 2057, a 0,049952 UA.
Durante a passagem, cientistas estudaram Florence usando o Radiotelescópio de Arecibo e descobriram que ele tem duas luas.

## Galeria

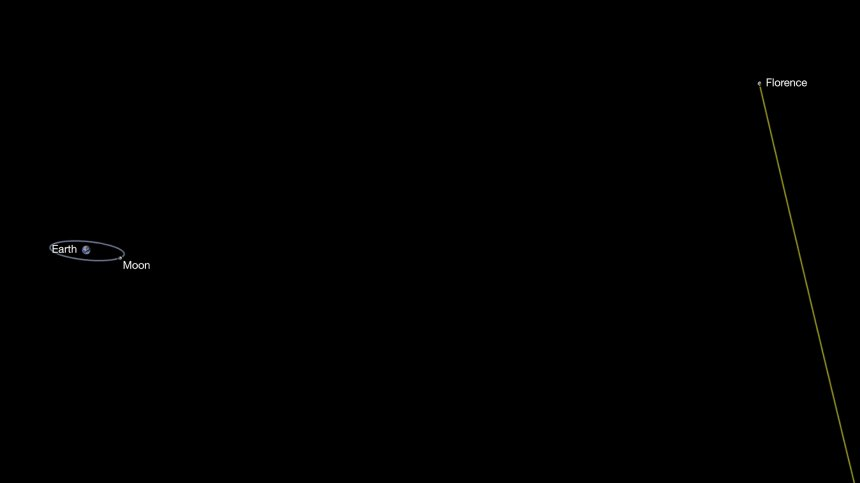
3122 Florence passando a Terra em 2017.
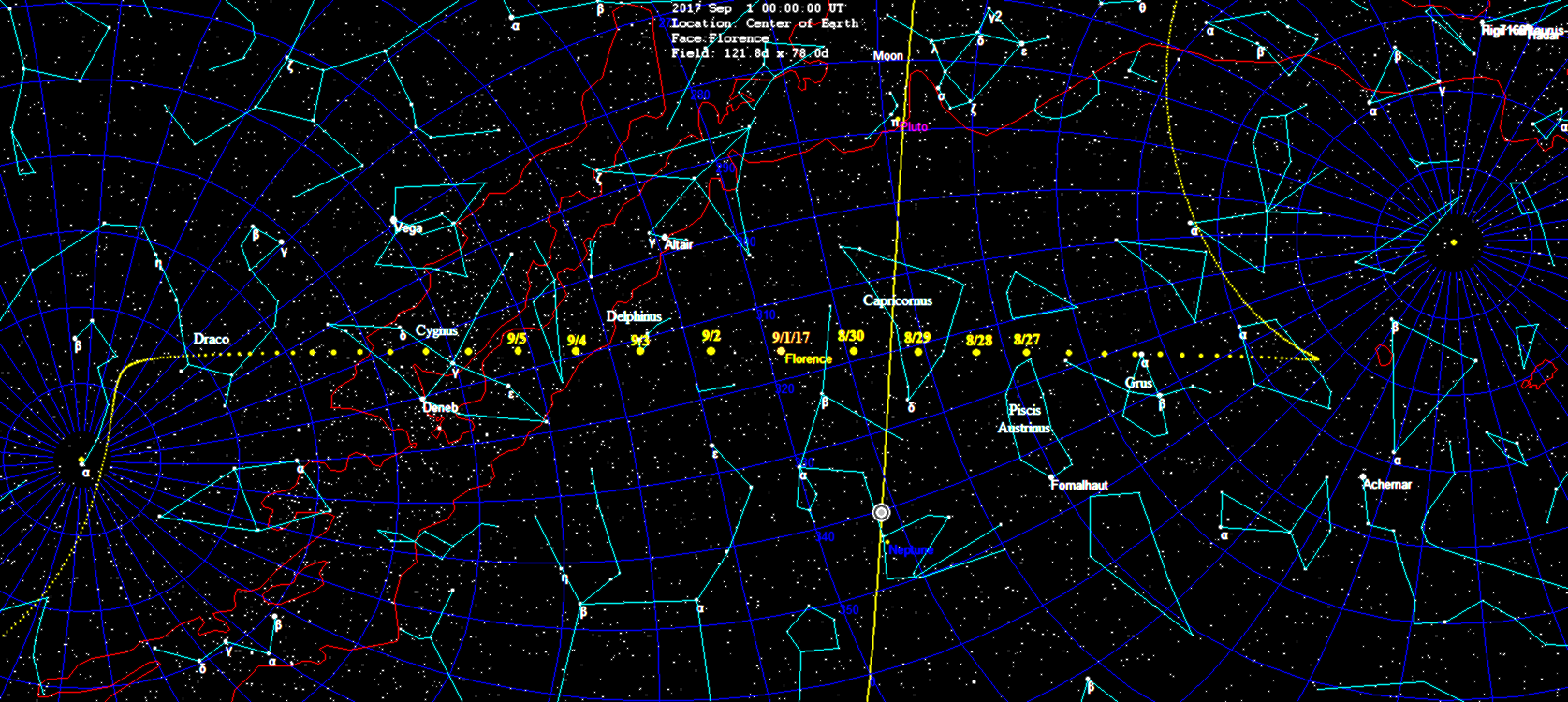
Movimento diário de 3122 Florence, visto da Terra perto da passagem de 1 de setembro de 2017.
Animação da passagem em 30 de agosto de 2017, entre às 21:48:46 e 22:53:00 (UTC) de Riga na Letônia pelo astrônomo amador Ingvars Tomsons - Telescópio: 600/80 0.6 reduzido CCD HEQ5.